# Polybrachiorhynchus
Polybrachiorhynchus är ett släkte av slemmaskar. Polybrachiorhynchus ingår i familjen Polybrachiorhynchidae.
Kladogram enligt Catalogue of Life:
| Polybrachiorhynchus | \| \| Polybrachiorhynchus dayi \| \| \| \| \| \| Polybrachiorhynchus papillaris \| \| \| \| |
|                     | \| \| Polybrachiorhynchus dayi \| \| \| \| \| \| Polybrachiorhynchus papillaris \| \| \| \| |
|                     | Dendrorhynchus                                                                              |
|                     |                                                                                             |
|                     | Polydendrorhynchus                                                                          |
|                     |                                                                                             |
|                     | Polybrachiorhynchus dayi                                                                    |
|                     |                                                                                             |
|                     | Polybrachiorhynchus papillaris                                                              |
|                     |                                                                                             |

|  | Polybrachiorhynchus dayi       |
|  |                                |
|  | Polybrachiorhynchus papillaris |
|  |                                |